# Pascal Lainé
Pascal Lainé (ur. 10 maja 1942 w Anet, 30 grudnia 2024 w Paryżu) – francuski pisarz.
Studiował filozofię. W roku 1971 jego powieść L’Irrévolution wyróżniono Prix Médicis, a trzy lata później otrzymał prestiżową Nagrodę Goncourtów za La Dentellière.

## Utwory
- B comme Barrabas, 1967
- L'Irrévolution, 1971
- La Dentellière, 1974 - tłum. polskie Koronczarka, 2005
- Si on partait, 1978
- L'Eau du miroir, 1979
- Tendres cousines, 1979 - tłum. polskie Słodkie kuzynki, 1990
- Terres des ombres, 1982
- Les Petites Egarées, 1988
- Monsieur vous oubliez votre cadavre 1990
- Dialogues du désir, 1992 - tłum. polskie Pomówmy raczej o kobietach, 1994
- L'Incertaine, 1993
- Le Commerce des apparences, 1997
- Capitaine Bringuier1998
- Derniers jours avant fermeture, 2001
- Le mystère de la Tour Eiffel 2005
- Un clou chasse l'autre ou La vie d'artiste 2006[5]